# Харисов, Ахнаф Ибрагимович
Ахнаф Ибрагимович Харисов (15 июня 1914, Имяново, Уфимская губерния — 15 мая 1977 или 11 мая 1977, Уфа) — писатель, филолог, доктор филологических наук, профессор, заслуженный деятель науки Республики Башкортостан, член Союза писателей СССР.

## Биография
Родился 15 июня 1914 года в семье муллы в деревне Имяново. Учился в школе в деревне Имяново, затем в средней школе в с. Старобалтачево.
После окончания школы поступил на филологический факультет Башкирского государственного педагогического института им. К. А. Тимирязева (ныне Уфимский университет науки и технологий). Получив диплом преподавателя башкирского языка и литературы, в 1935 году был оставлен там же преподавателем башкирского языка и литературы.
С 1937 года по 1941 год учился в аспирантуре института тюркологии[уточнить] под руководством крупного тюрколога члена-корреспондента АН СССР Н. К. Дмитриева и был первым учеником из числа башкир.
Защитил кандидатскую диссертацию по грамматике башкирского языка — раскрыл кратности глаголов, ввел понятия однократности, многократности, повторяемости. В 1944 году его диссертация была издана в Уфе в виде отдельной книги.
После аспирантуры служил в армии, затем работал в Институте истории, языка и литературы БАССР. С 1948 по 1951 годы был председателем Союза писателей Башкирии.
В Институте истории, языка и литературы проработал младшим и старшим научным сотрудником, директором института (1954—1963 гг.), затем — заместителем директора. В 1966 году защитил докторскую диссертацию на тему «Литературное наследие башкирского народа XVIII—XIX вв.»
Область научных интересов А. И. Харисова — фольклор и литературоведение, история литературы.
Харисов Ахнаф Ибрагимовиx — автор более 200 научных работ по башкирскому языкознанию, истории и теории литературы, творчеству отдельных писателей, башкирскому фольклору. Он раскрыл истоки башкирской литературы, показал связи башкирской литературы с классической культурой Востока, с литературой других народов.

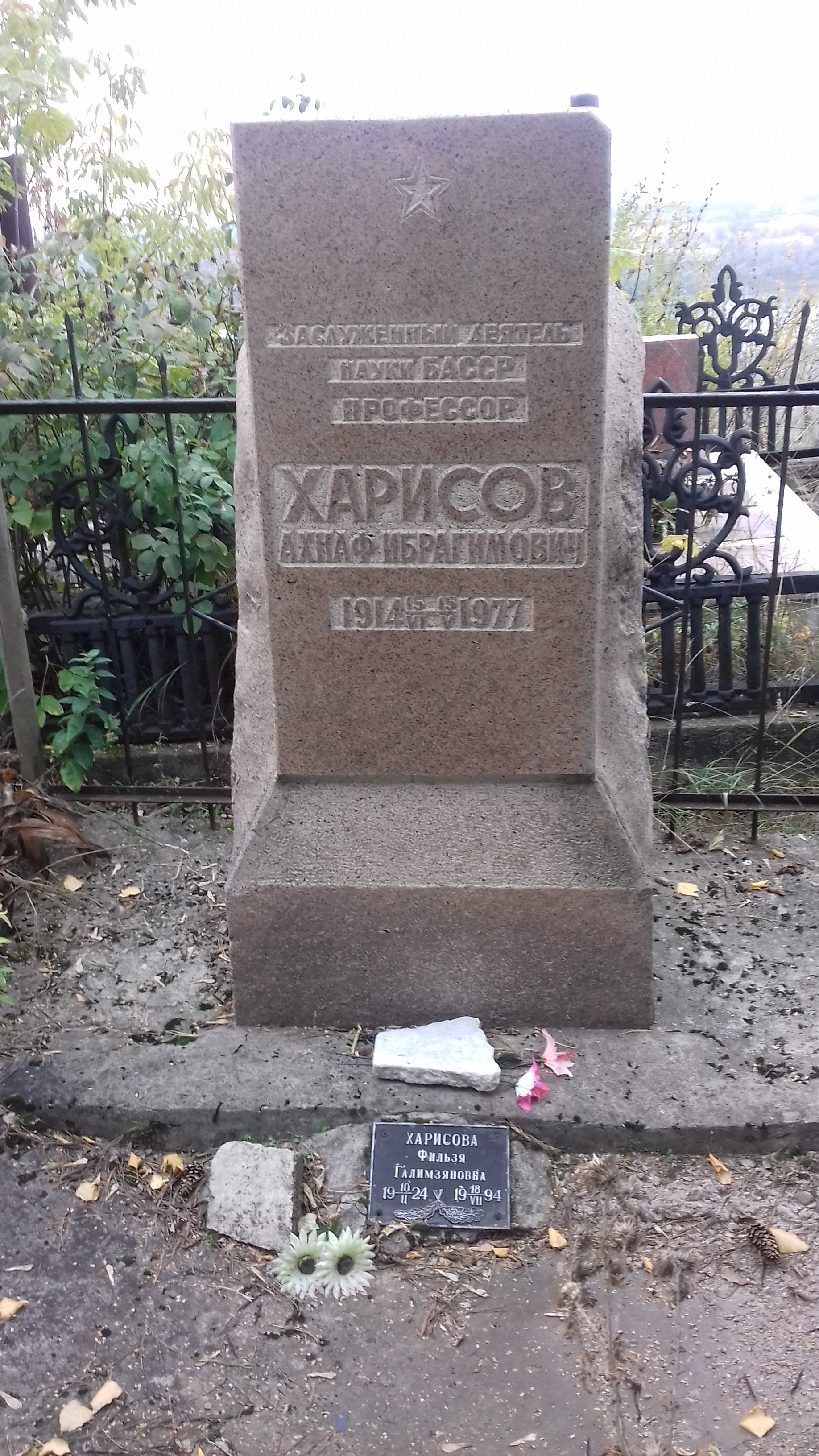
Могила Харисова Ахнафа Ибрагимовича на Мусульманском кладбище в городе Уфа (Башкортостан, Россия)

Будучи и писателем, он писал рассказы, повести, очерки и фельетоны — «Жизнь начинается снова» («Тормош янынан башлана»).
Книга А. И. Харисова «Литературное наследие башкирского народа (XVIII—XIX веков)» была издана сначала на башкирском (1965), а затем и на русском языках (1973).
А. И. Харисов — автор ряда школьных учебников по теории и истории башкирской литературы, стилистике башкирского языка.
В 50-е годы под его редакцией был издан трехтомный свод устного народного творчества, однотомник песен и наигрышей, он участвовал в подготовке восемнадцатитомного сборника башкирского фольклора.
Похоронен в городе Уфа на Мусульманском кладбище.

## Награды
- Республиканская премия им. Салавата Юлаева (1987)
- орден Октябрьской революции
- орден «Знак Почёта» (1949)
- медали
- Почётная грамота Верховного Совета Башкирской АССР.

## Память
В 2000 году при Имяновской начальной образовательной школе открыт музей А. И. Харисова и мемориальная доска.